# Kocina (województwo świętokrzyskie)
Kocina – wieś sołecka w Polsce położona w województwie świętokrzyskim, w powiecie kazimierskim, w gminie Opatowiec.
W latach 1975–1998 miejscowość administracyjnie należała do województwa kieleckiego.
Przez wieś przechodzi  zielony szlak turystyczny z Wiślicy do Grochowisk.

## Części wsi
| SIMC    | Nazwa        | Rodzaj    |
| ------- | ------------ | --------- |
| 0257733 | Gościniec    | część wsi |
| 0257740 | Kresy        | część wsi |
| 0257756 | Pisarka      | część wsi |
| 0257762 | Podkamienna  | część wsi |
| 0257779 | Stara Wieś   | część wsi |
| 0257785 | Wierzchowina | część wsi |

## Historia
W XIX wieku, Kocina – wieś w powiecie kazimierskim, gminie Czarkowy, parafii Kocina, leży na prawo od drogi z Wiślicy, prawym brzegiem Nidy idącej do Korczyna. Posiada kościół parafialny murowany i szkołę wiejską.
Już w XV w. istniał tu kościół, jak o tym świadczy Długosz, erygowany około 1403 r. wraz z parafią. Był on drewniany i pod wezwaniem Wszystkich Świętych. Obecny murowany, wzniesiony został w 1672 r. przez ks. Franciszka Kaliszewicza.

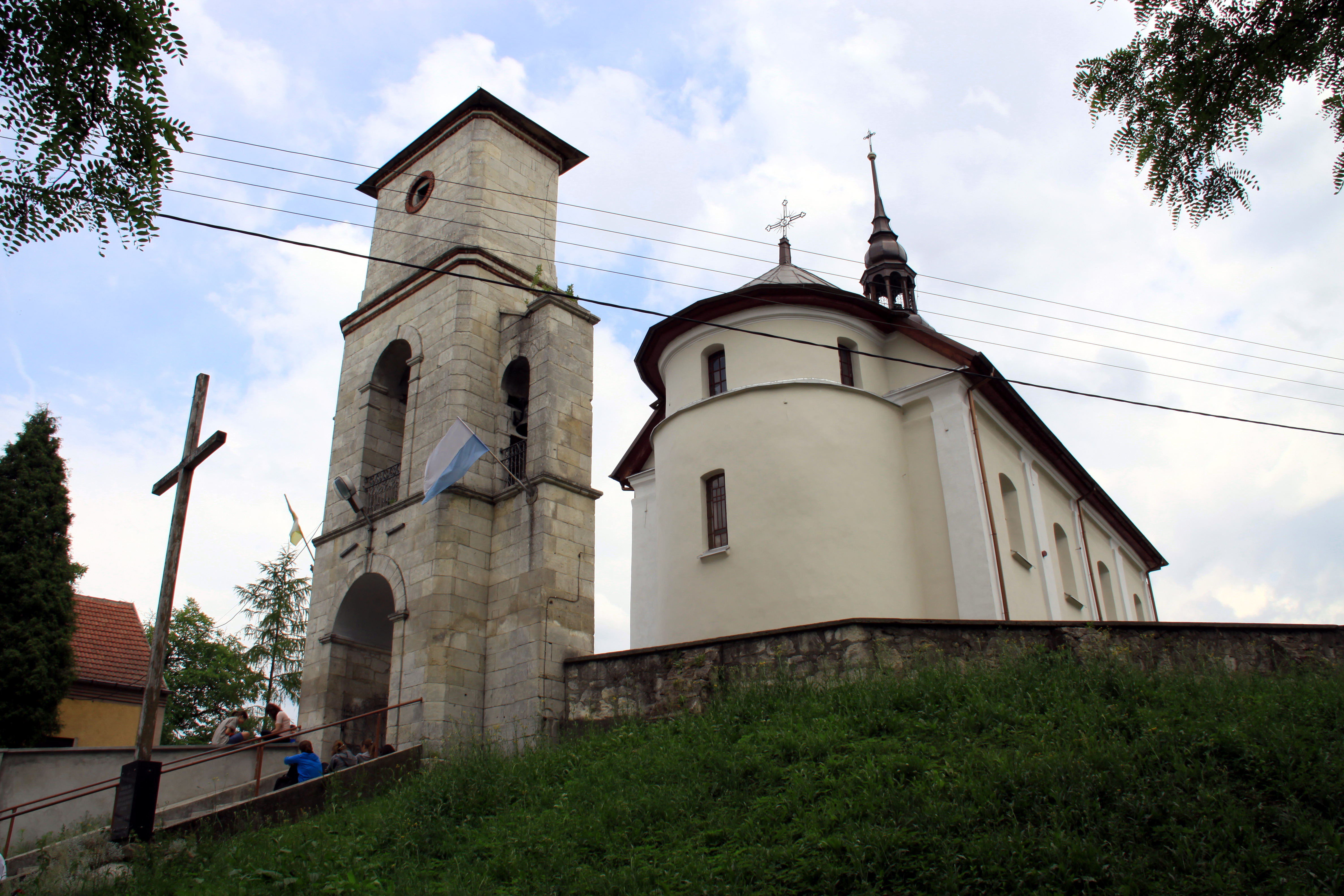
Dzwonnica i kościół św. Barbary

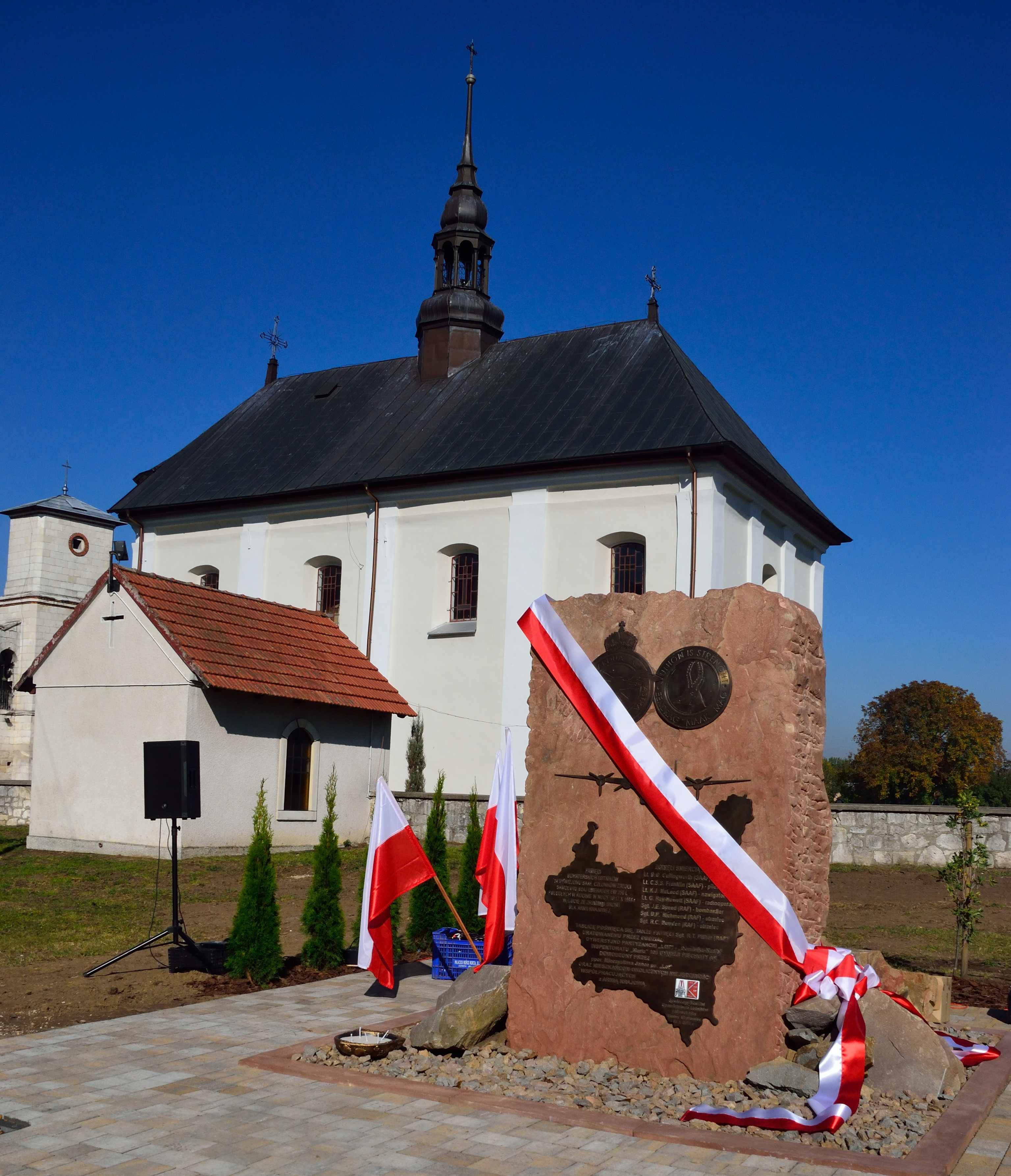
Pomnik ofiar katastrofy Liberatora z SAAF w Kocinie w 1944

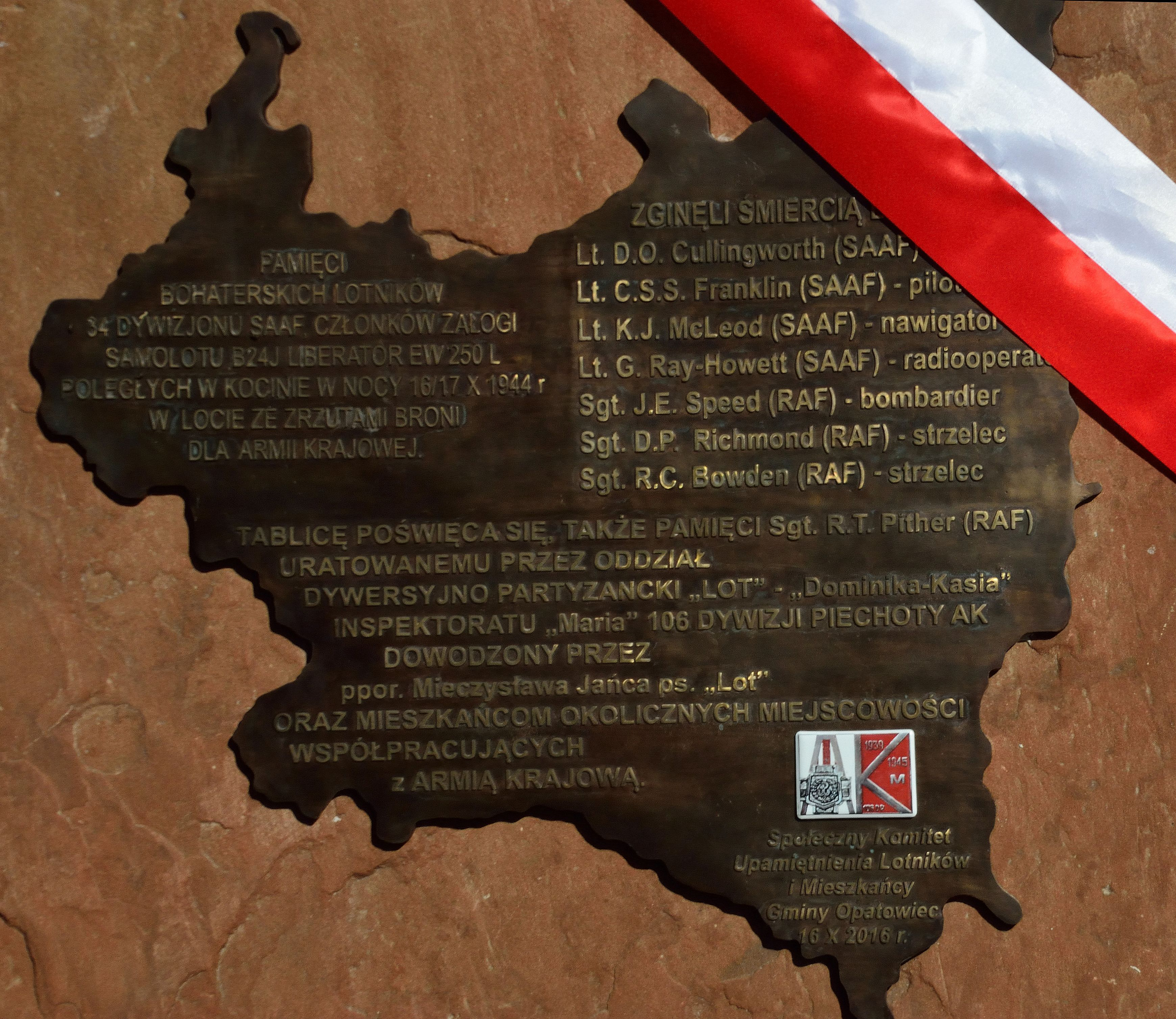
Tablica pamięci ofiar katastrofy Liberatora

Kocina w 1489 roku w dokumentach „Cocyna”, wieś w powiecie pińczowskim. Była wsią królewską na której w 1489 r., król Kazimierz zabezpiecza 100 grzywien na rzecz Mikołaja Synowca z Sędowic, burgrabiego grodu krakowskiego i starosty tęczyńskiego, tudzież Tomasza Buszkówskiego (Kod. dypl. pol., III, 462).
W XV w. Kocina była dziedzictwem Mikołaja i Jana Sinowca herbu Starykoń, i Jakóba Kocińskiego herbu Grabce (Długosz L.B. t.I, s.416. i t.II, s.413). Wieś miała 14 łanów kmiecych i karczmę. Dziesięcinę, do 14 grzywien, oddawano prepozyturze wiślickiej. Były też 2 folwarki i 6 zagrodników. Dziesięcinę z nich do 6 grzywien, dawano plebanowi Kocina. W 1579 roku wieś królewska miała 18 osad, 9 łanów, 4 zagrodników, 4 komorników, 3 ubogich.
W II połowie XIX wieku tutejsze dobra były dzierżawione przez Aleksandra Mazaraki herbu Newlin (1842–1918), kawalerzystę, porucznika w powstaniu styczniowym, syna Franciszka Wincentego z Przecławki. Grób Aleksandra (nowa płyta, dawny grobowiec został zniszczony w czasie II wojny światowej, służąc jako miejsce przechowywania broni dla partyzantów) znajduje się na parafialnym cmentarzu (leżą tam również jego dwaj synowie, zmarli w dzieciństwie oraz córka Aleksandra hr. Bekiesz-Mroczkiewiczowa de Korniath (1871–1906)).
16 października 1944 roku na polach w okolicach wsi Kocina rozbił się aliancki samolot Liberator B24J z 34 Dywizjonu SAAF z siedmioosobową załogą, niosący pomoc w czasie wojny polskiemu Państwu Podziemnemu. 14 października 2018 odsłonięto pomnik upamiętniający to zdarzenie.

## Zabytki
- Barokowy kościół pw. św. Barbary, wzniesiony w 1672 r. na miejscu starszego kościoła drewnianego; świątynię ufundował kanonik wiślicki Franciszek Kaliszewicz. Jest to budowla jednonawowa wzniesiona na planie prostokąta. Ołtarz główny i ołtarze boczne barokowe. W ołtarzu głównym znajduje się słynący łaskami obraz Matki Boskiej Kocińskiej. We wnętrzu świątyni zachowało się trochę wyposażenia ze wcześniejszej świątyni (wzniesionej ok. 1403 r.): kamienne gotyckie antepedium ołtarzowe, późnogotycka kamienna chrzcielnica oraz Pietà.

Kościół oraz dzwonnica-brama z 1923 r., zostały wpisane do rejestru zabytków nieruchomych (nr rej.: A.199/1-2 z 15.01.1957 i z 11.02.1967).
- Cmentarz parafialny z nagrobkami z XIX wieku (spoczywa tu też Maria Hirszfeld-Halecka, zm. 1943, córka Ludwika Hirszfelda).
- Liczne XIX i XX-wieczne kapliczki (w samej wsi, jak i w okolicy)